# Silvia Grigore
Silvia Grigore (n. 12 august 1965, Jora de Jos, Orhei, RSS Moldovenească) cantautoare, vocalistă și chitaristă din Republica Moldova.
Activează în domeniul muzicii folk și a muzicii ușoare. A fost actriță la teatre poetice si muzicale, prezentatoare radio și TV, a organizat spectacole muzicale.

## Activitate artistică și profesională
- Filarmonica Națională din Republica Moldova, solistă vocalistă în orchestra de muzică de cameră „RAPSODIA”;
- ”Teatrul Poetic”, actriță și vocalistă;
- Teatrul Folcloric „Ion Creangă”, actriță, solistă, dansatoare
- Teatrul muzical pentru tineret ”Ginta Latină”, actriță, vocalistă.
- Producător al unei serii de concerte live sub genericul „Anotimpul dragostei”
- Realizator al festivalul de muzică folk “Primăvara care-a fost”
- Laureată și participantă la diverse festivaluri de muzică folk din Republica Moldova, Rusia și România

## Discografie
- Ce folos - pop
- Postscriptum - folk
- Mai vino seara pe la noi - pop, remake-uri
- Melodii alese
- Luminiță, lampă mică - pop, etno
- Găsisem cheia unui cântec - folk